# Euronext 100
O Euronext 100 é um índice bolsista das 100 empresas mais capitalizadas e mais activamente negociadas nas praças Euronext. A sua composição é revista trimestralmente.

## Composição
Última actualização: 22 de julho de 2022.
| Empresa           | País          | Mercado                     |
| ----------------- | ------------- | --------------------------- |
| AB InBev          | Bélgica       | Bruxelas                    |
| Accor             | França        | Paris                       |
| ADP               | França        | Paris                       |
| Adyen             | Países Baixos | Amesterdão                  |
| Aegon             | Países Baixos | Amesterdão                  |
| Ageas             | Bélgica       | Bruxelas                    |
| Ahold Delhaize    | Países Baixos | Amesterdão, Bruxelas        |
| Air Liquide       | França        | Paris                       |
| Airbus            | Países Baixos | Paris                       |
| Aker BP           | Noruega       | Oslo                        |
| AkzoNobel         | Países Baixos | Amesterdão                  |
| Alstom            | França        | Paris                       |
| ArcelorMittal     | Luxemburgo    | Amesterdão, Paris           |
| Argenx            | Países Baixos | Bruxelas                    |
| Arkema            | França        | Paris                       |
| ASM               | Países Baixos | Amesterdão                  |
| ASML              | Países Baixos | Amesterdão                  |
| AutoStore         | Bermudas      | Oslo                        |
| AXA               | França        | Paris                       |
| BioMérieux        | França        | Paris                       |
| BNP Paribas       | França        | Paris                       |
| Bouygues          | França        | Paris                       |
| Bureau Veritas    | França        | Paris                       |
| Capgemini         | França        | Paris                       |
| Carrefour         | França        | Paris                       |
| Crédit Agricole   | França        | Paris                       |
| CRH               | Irlanda       | Dublin                      |
| Danone            | França        | Paris                       |
| Dassault Systèmes | França        | Paris                       |
| DNB               | Noruega       | Oslo                        |
| DSM               | Países Baixos | Amesterdão                  |
| Edenred           | França        | Paris                       |
| EDF               | França        | Paris                       |
| EDP               | Portugal      | Lisboa                      |
| EDP Renováveis    | Espanha       | Lisboa                      |
| Eiffage           | França        | Paris                       |
| Elia Group        | Bélgica       | Bruxelas                    |
| Engie             | França        | Paris, Bruxelas             |
| Equinor           | Noruega       | Oslo                        |
| EssilorLuxottica  | França        | Paris                       |
| EuroAPI           | França        | Paris                       |
| Eurofins          | França        | Paris                       |
| Euronext          | Países Baixos | Paris, Amesterdão, Bruxelas |
| Flutter           | Irlanda       | Dublin                      |
| Galp              | Portugal      | Lisboa                      |
| GBL               | Bélgica       | Bruxelas                    |
| Gecina            | França        | Paris                       |
| Getlink           | França        | Paris                       |
| Heineken          | Países Baixos | Amesterdão                  |
| IMCD              | Países Baixos | Amesterdão                  |

| Empresa            | País          | Mercado                     |
| ------------------ | ------------- | --------------------------- |
| ING                | Países Baixos | Amesterdão, Bruxelas        |
| Ipsen              | França        | Paris                       |
| Jerónimo Martins   | Portugal      | Lisboa                      |
| KBC                | Bélgica       | Bruxelas                    |
| Kering             | França        | Paris                       |
| Kerry              | Irlanda       | Dublin                      |
| Kingspan           | Irlanda       | Dublin                      |
| KPN                | Países Baixos | Amesterdão                  |
| Legrand            | França        | Paris                       |
| LVMH               | França        | Paris                       |
| Michelin           | França        | Paris                       |
| Mowi               | Noruega       | Oslo                        |
| NN Group           | Países Baixos | Amesterdão                  |
| Hydro              | Noruega       | Oslo                        |
| Orange             | França        | Paris                       |
| Orkla              | Noruega       | Oslo                        |
| Pernod Ricard      | França        | Paris                       |
| Philips            | Países Baixos | Amesterdão                  |
| Prosus             | Países Baixos | Amesterdão                  |
| Publicis Groupe    | França        | Paris                       |
| Randstad           | Países Baixos | Amesterdão                  |
| Rémy Cointreau     | França        | Paris                       |
| Renault            | França        | Paris                       |
| Ryanair            | Irlanda       | Dublin                      |
| Safran             | França        | Paris                       |
| Saint-Gobain       | França        | Paris, Amesterdão, Bruxelas |
| Sanofi             | França        | Paris                       |
| Schneider Electric | França        | Paris                       |
| Shell              | Reino Unido   | Amesterdão                  |
| Smurfit Kappa      | Irlanda       | Dublin                      |
| Société Générale   | França        | Paris                       |
| Sodexo             | França        | Paris                       |
| Solvay             | Bélgica       | Bruxelas, Paris             |
| Stellantis         | Países Baixos | Paris                       |
| ST                 | Países Baixos | Paris                       |
| Telenor            | Noruega       | Oslo                        |
| TP                 | França        | Paris                       |
| Thales             | França        | Paris                       |
| TotalEnergies      | França        | Paris, Bruxelas             |
| UCB                | Bélgica       | Bruxelas                    |
| UMG                | Países Baixos | Amesterdão                  |
| Umicore            | Bélgica       | Bruxelas                    |
| URW                | França        | Amesterdão, Paris           |
| Unilever           | Reino Unido   | Amesterdão                  |
| Veolia             | França        | Paris                       |
| Vinci              | França        | Paris                       |
| Vivendi            | França        | Paris                       |
| Wolters Kluwer     | Países Baixos | Amesterdão                  |
| Worldline          | França        | Paris                       |
| Yara               | Noruega       | Oslo                        |

### Total de componentes por país
| País          | Empresas |
| ------------- | -------- |
| França        | 48       |
| Países Baixos | 22       |
| Bélgica       | 8        |
| Noruega       | 8        |
| Irlanda       | 6        |
| Portugal      | 3        |
| Reino Unido   | 2        |
| Bermudas      | 1        |
| Espanha       | 1        |
| Luxemburgo    | 1        |